# Бьерре, Йенс
Йенс Бьерре (дат. Jens Bjerre; 16 марта 1921 — 17 февраля 2020) — датский писатель
, журналист, кинорежиссёр, этнограф-любитель, путешественник и искатель приключений.

## Биография
Он прошёл журналистскую подготовку в газетах провинциальной Дании, а затем в 1943—1947 годах стал политическим редактором левой газеты Aftenbladet в Копенгагене. Во время немецкой оккупации Дании Бьерре принимал активное участие в группе Сопротивления BOPA.
В 1947 году Бьерре начал работать внештатным журналистом-путешественником. Он писал статьи для многочисленных датских и международных газет и журналов, таких как Life Magazine, Paris Match и The London Illustrated News, а также готовил радиорепортажи из Африки для BBC.

## Путешествия и творчество
Бьерре проводил научные экспедиции в пустыню Калахари и внутренние районы Австралии в сотрудничестве с Королевским географическим обществом в Лондоне и Национальным музеем в Копенгагене. Сперва он отправился в Южную Африку, где в пустыне Калахари жил среди народа сан (бушменов по устаревшой терминологии) и изучал их культуру и обычаи. Он вернулся в следующем году, чтобы снять документальный фильм «Калахари», дающий представление о жизни и ритуалах этого древнего народа.
Ещё одним итогом его путешествий в ЮАР стала книга «Затерянный мир Калахари», переведённая на русский язык и выдержавшая два издания в СССР. Впрочем, она, строго говоря, является не научным исследованием, а путевым очерком и содержит ряд сомнительных утверждений (так, хотя автор далёк от расизма, но считает эволюцию бушменов обособленной от остального человечества чуть ли со времён австралопитеков, а ряд древних южноафриканских артефактов приписывает не местным жителям, а гипотетическим переселенцам из Египта или Крита).
Бьерре по поручению австралийского правительства принимал участие в нескольких картографических экспедициях в неизведанные районы Новой Гвинеи, а также был одним из организаторов и участников экспедиции «Нуна Дан» Копенгагенского университета в Тихий океан в 1961—1962 годах. Он собирал культурные артефакты племён Папуа-Новой Гвинеи для Датского национального музея и написал о новогвинейцах книгу «Встреча с каменным веком», также переведённую на русский.
В середине 1960-х годов Бьерре провёл почти год с кочевыми австралийскими аборигенами Северной территории. Он также читал лекции в университетах и музеях по всему миру, среди которых Гарвард, Йель, Стэнфорд, Национальное географическое общество в Вашингтоне и Королевское географическое общество в Лондоне. В 1964 году он выступил на международном конгрессе антропологов в Москве.
Всего Бьерре написал пять книг о своих путешествиях и встречах с коренными народами, которые были переведены на 15 языков. Его последняя книга — воспоминания «Затерянные миры» (2005). В 1977 году он стал президентом Клуба путешественников Дании. Во время своих путешествий он боролся со многими тропическими болезнями, но дожил почти до 99 лет.

## Документальные фильмы
- Blandt menneskeædere på Ny Guinea
- Fra Cairo til Cap
- Himalaya. Verdens tag
- Kalahari. Afrikas buskmænd
- Atomtidens stenalderfolk – Australiens aboriginals
- På togt med Noona Dan
- Sydhavets glemte folk
- Det nye Kina
- Indiens sjæl